# Мосте (Коменда)
Мосте (словен. Moste) је насељено место у општини Коменда, Средњословенска регија, Словенија.

## Историја
До територијалне реорганизације у Словенији било је у саставу старе општине Камник.

## Становништво
У попису становништва из 2011. године, Мосте је имало 1.234 становника.
| Број становника према пописима | Број становника према пописима | Број становника према пописима |
| ------------------------------ | ------------------------------ | ------------------------------ |
| 1991                           | 2002                           | 2011                           |
| 735                            | 775                            | 1.234                          |